# والتر مانتگاتزا
والتر مانتگاتزا (ایتالیایی: Walter Mantegazza; ۱۷ ژوئن ۱۹۵۲ – ۲۰ ژوئن ۲۰۰۶) بازیکن فوتبال ایتالیایی‌تبار اهل اروگوئه بود.
از باشگاه‌هایی که در آن بازی کرده‌است می‌توان به باشگاه فوتبال ناسیونال، باشگاه فوتبال لئون، و باشگاه فوتبال تیگرس اونال اشاره کرد.
وی همچنین در تیم ملی فوتبال اروگوئه بازی کرده‌است.